# Romeinse tempel

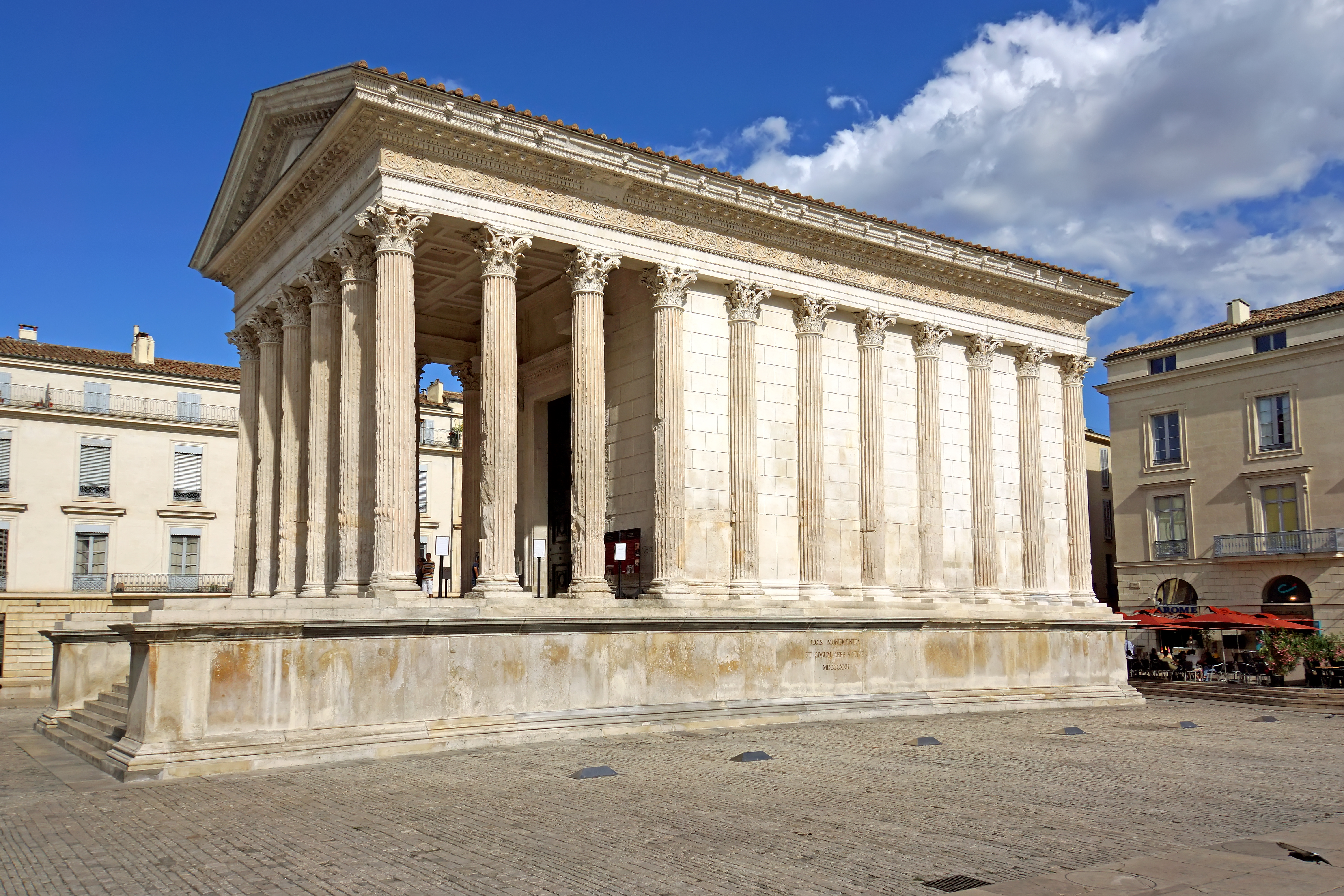
Maison Carrée, een Romeinse tempel in Nîmes

De Romeinse tempels (templum of aedes) werden gebouwd in de gebieden die onder Romeinse invloed waren. Ze hadden een religieuze functie, maar werden ook gebruikt voor politieke en culturele doeleinden. De Romeinse tempel was gebaseerd op de Etruskische tempels, maar zal vanaf de tweede eeuw v.Chr. meer Griekse trekken hebben gekregen door de verovering van Hellas.

## Oorsprong
De oorsprong van de templum ligt waarschijnlijk bij de Etruskische auguren. Deze bakenden met hun staf een ruimte aan de hemel en op aarde af waarbinnen ze de vlucht van de vogels waarnamen. Deze ruimte werd templum genoemd. Het hoeft dan ook niet te verbazen dat templa geïnaugureerd werden door de auguren. Ook de curiae waren in feite templa daar ze ook waren geïnaugureerd, want anders kon men er geen senatus consulta (senaatsbesluiten) nemen. In feite was het Romeins pomerium zelf een grote templum (geïnaugureerde ruimte).

Daarnaast had men ook de aedis of aedes sacra, dat eigenlijk meer een godshuis was dan de templum die een geïnaugureerde ruimte voorstelde. Soms werd een aedes niet geïnaugureerd zoals de aedes Vestae (Tempel van Vesta), waardoor de senaat hier geen vergaderingen mocht houden. Ook de Tempel van Mars Ultor (aedes Martis Ultoris) bij het Forum Augustum was een aedes.

## Gebouw
De Romeinse tempel bestond uit eenvoudige vormen, of een samenvoeging daarvan. De Romeinse tempel had vaak een rechthoekige basis, ronde zuilen en een zadeldak met timpaan. In sommige gevallen was de basis rond en/of had het een andere dakconstructie. Het verschil tussen de Griekse en de Romeinse tempel is dat een Romeinse tempel een duidelijke voorgevel had en een hoofdingang. Ook hadden de Griekse tempels een stereobaat, dat is een trapvormige onderkant.
Voor de zware muren hadden de Romeinen een betontechniek ontwikkeld. Ze bouwden eerst twee muren van platte bakstenen (deze manier heette opus reticulatum) of natuursteen (opus incertum) een stukje uit elkaar, en daartussen goten ze dan "beton", een mengsel van brokstukken dat bij elkaar werd gehouden door kalk en tras.
Het heilige der heiligen was de cella. De cella stond op een verhoging die via traptreden bereikbaar was.

## Nederland

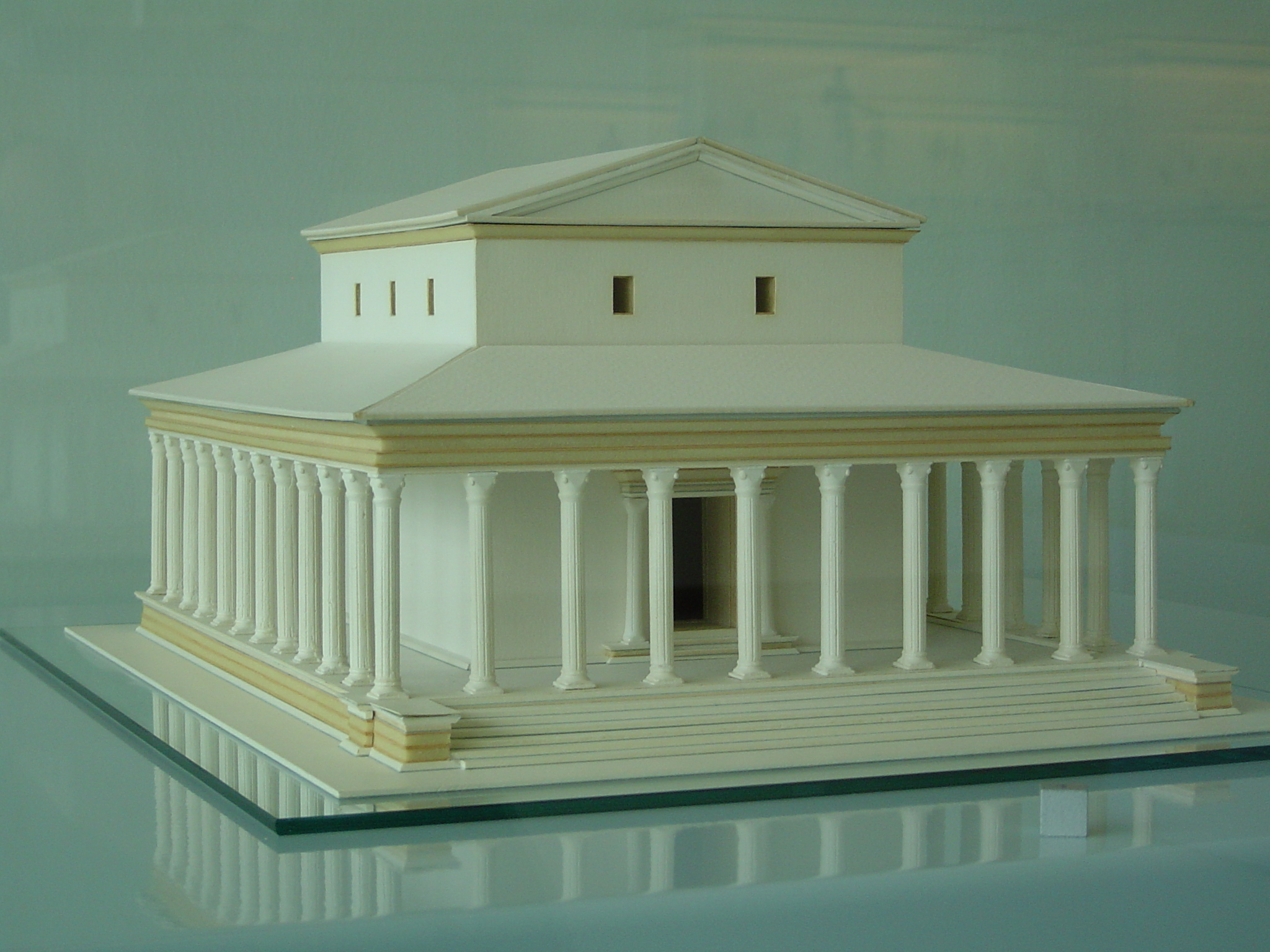
Maquette van de tempel in Elst

In Nederland zijn enkele Romeinse tempels gevonden, in Aardenburg, Elst (Tempels van Elst), Elst-Westeraam (Tempel van Westeraam), Nijmegen (Tempelcomplex Maasplein), Empel (Tempel van Empel) en Kessel. In Elst zijn de fundamenten van twee Romeinse tempels te bezichtigen onder de dorpskerk. In Maastricht zijn restanten van een tempelvoorhof te zien in Museumkelder Derlon; de eigenlijke tempel wordt vermoed onder de Onze-Lieve-Vrouwebasiliek.
In het Archeon in Alphen aan den Rijn staat een reconstructie van een tempel. Deze was gewijd aan Nehalennia. Ook is er een Romeinse tempel nagebouwd in Colijnsplaat (Zeeland).
In 2022 werd bij het Gelderse Zevenaar een compleet en relatief ongeschonden Romeins heiligdom ontdekt.

## België
In België is er een Romeinse tempel opgegraven te Tongeren, zie: Gallo-Romeins tempelcomplex Tongeren.

## Beroemdetempla

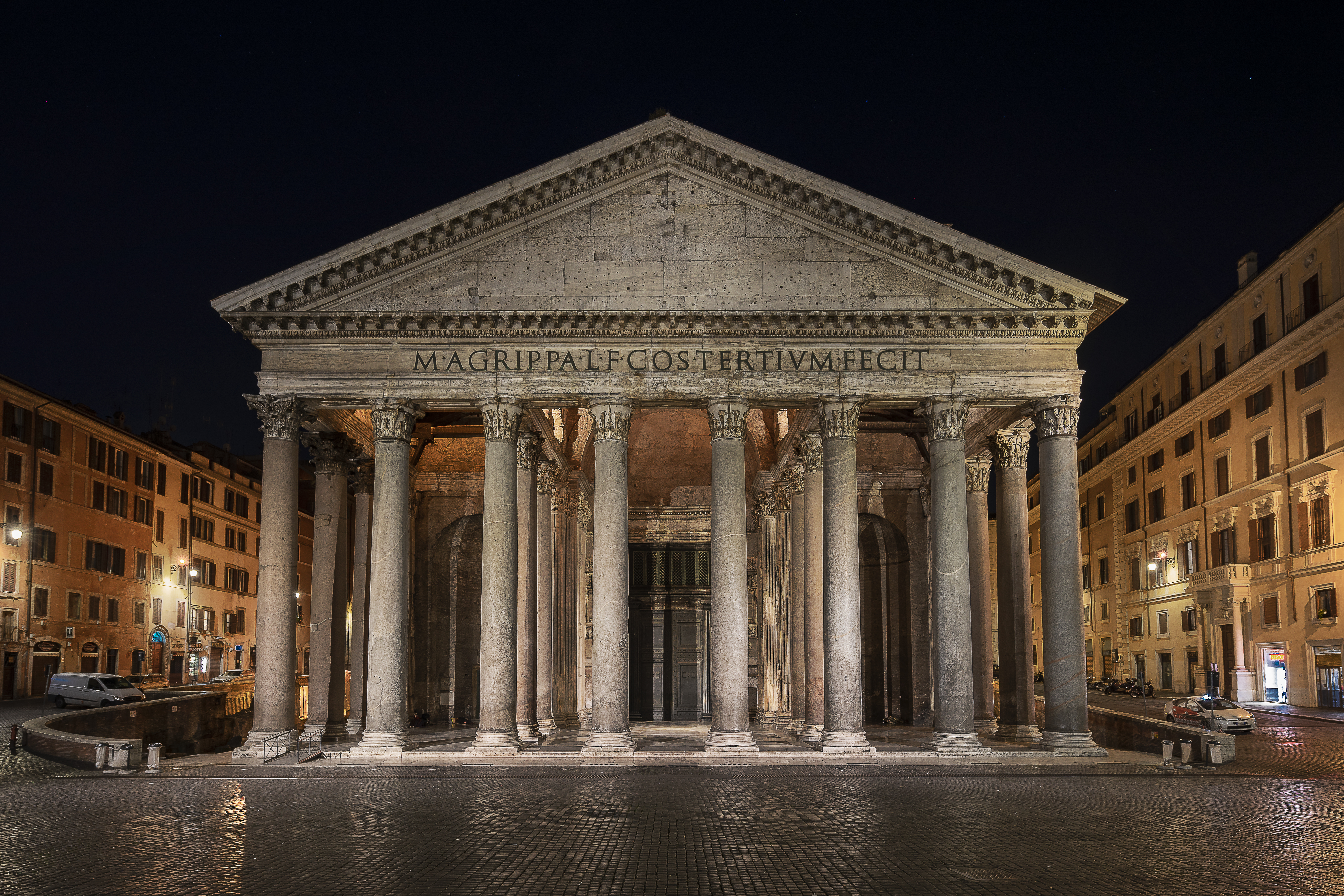
Pantheon in Rome
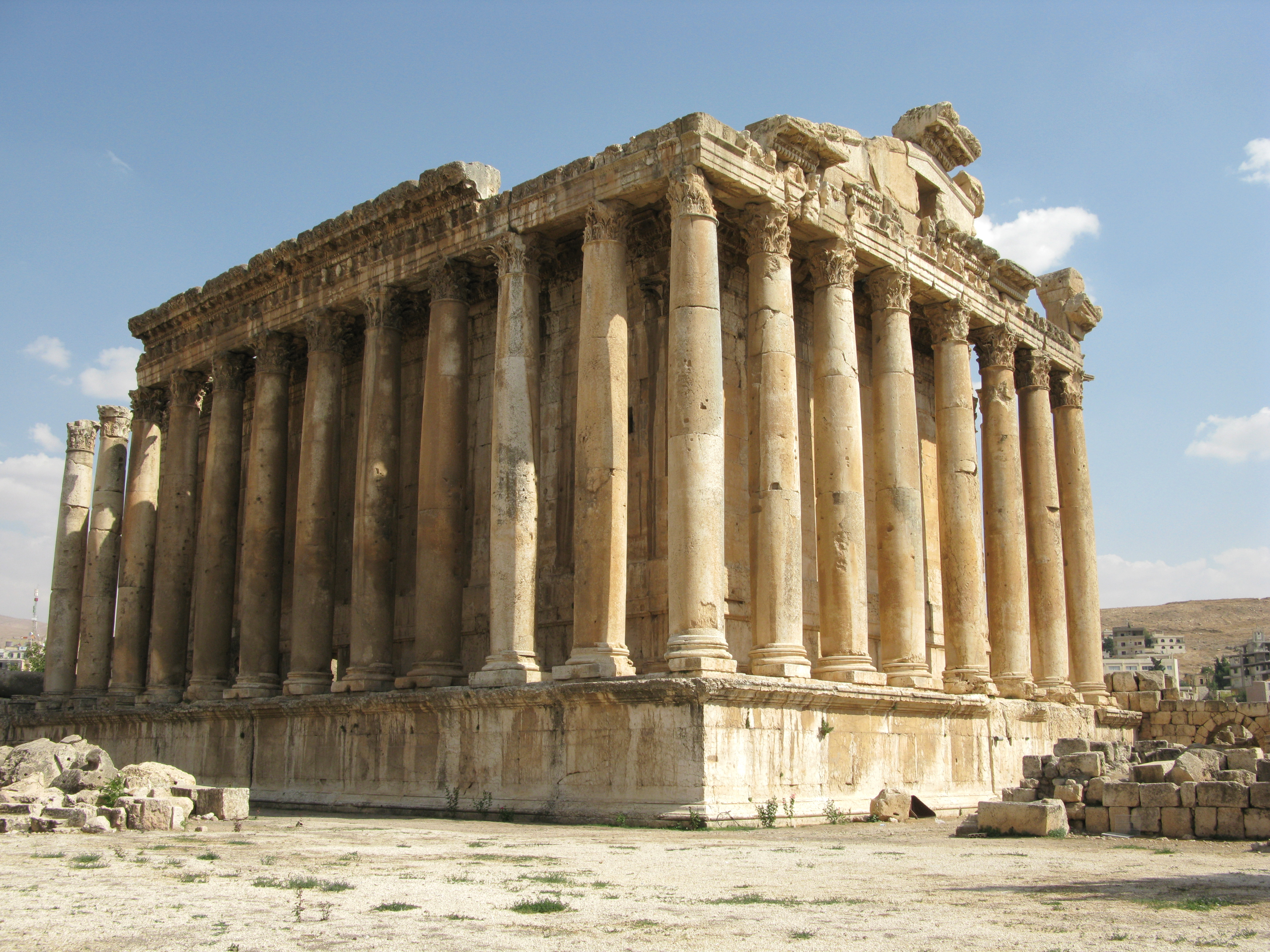
Tempel van Bacchus in Libanon
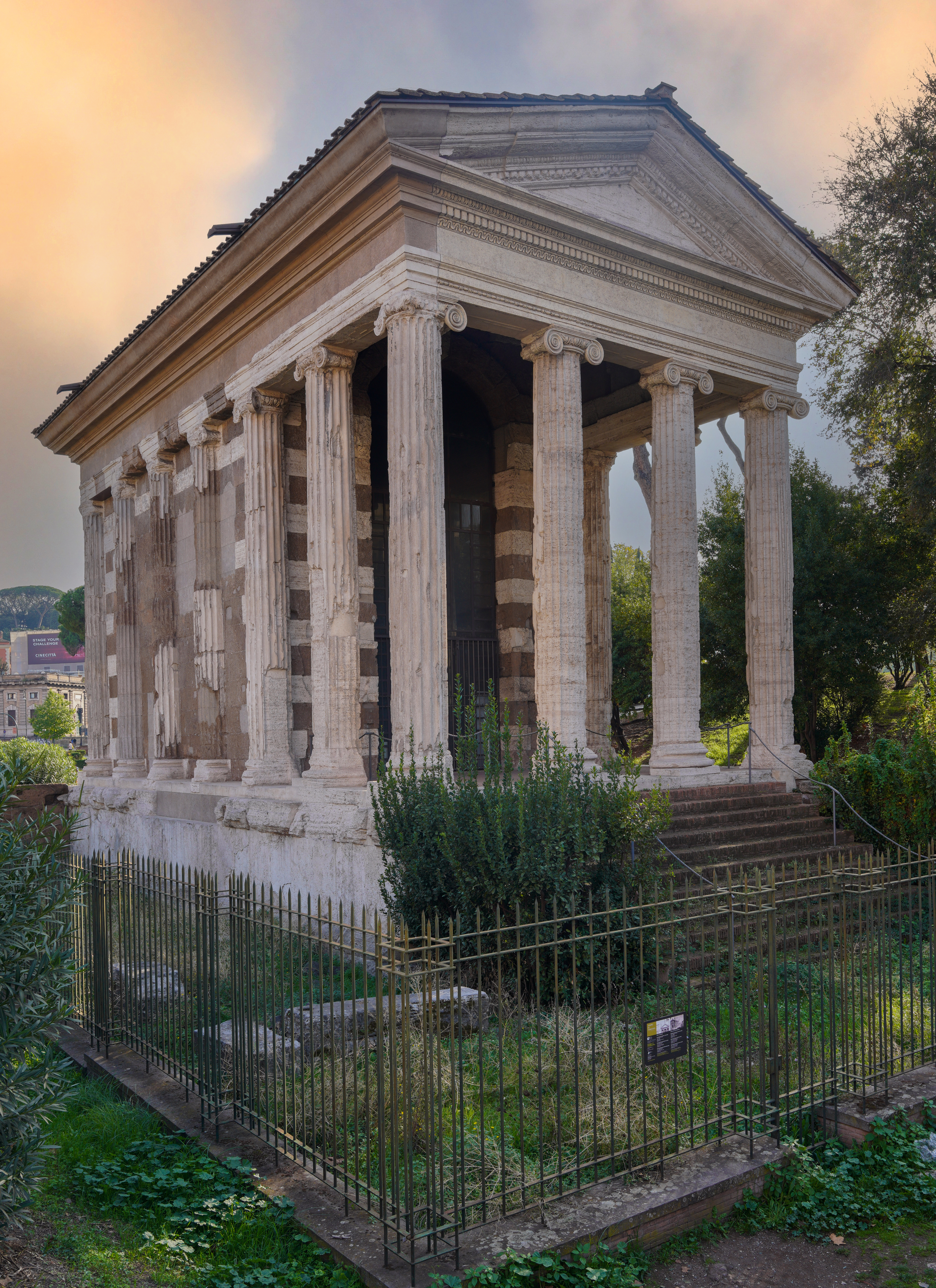
Tempel van Portunus in Rome
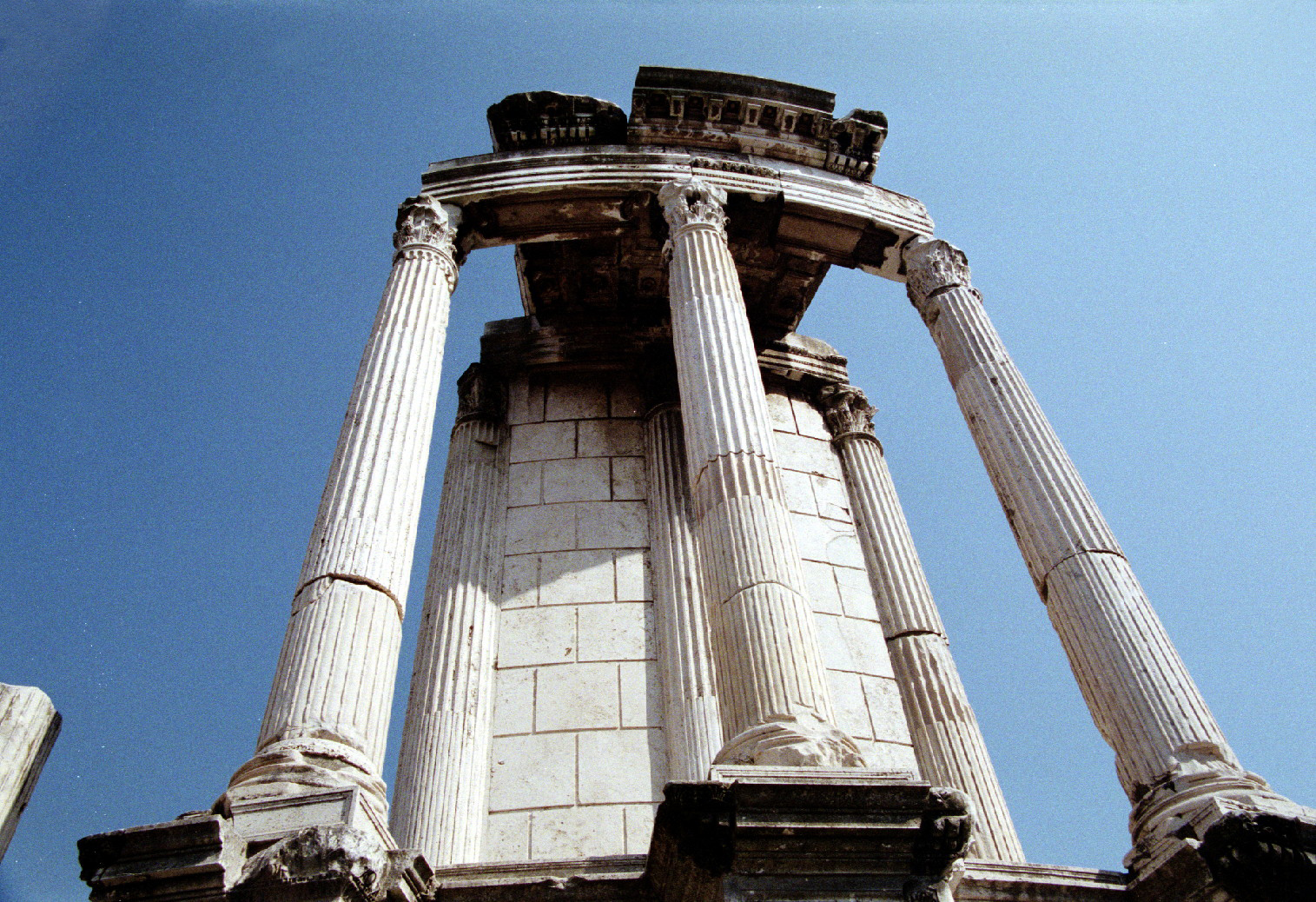
Restanten van de Tempel van Vesta in Rome

## Antieke bronnen
- De architectura van Vitruvius